# Xu Yunli
Dans ce nom chinois, le nom de famille, Xu, précède le nom personnel.
Xu Yunli est une joueuse de volley-ball chinoise née le 2 août 1987 à Fuqing. 

## Palmarès

### Équipe nationale
- Jeux olympiques
  -  Médaillé de bronze : 2008 à Pékin
- Championnat du monde
  - Finaliste : 2014.
- Coupe du monde
  - Troisième : 2011.
- Grand Prix Mondial
  - Finaliste : 2007, 2013.
- Championnat d'Asie et d'Océanie
  - Vainqueur : 2011.
  - Finaliste : 2007, 2009.
- Coupe d'Asie
  - Vainqueur : 2008, 2010.
  - Finaliste : 2012.
- Jeux asiatiques
  - Vainqueur : 2006, 2010.

### Clubs
- Championnat du monde des clubs
  - Vainqueur : 2013.
- Championnat d'Asie des clubs
  - Troisième : 2013.